# 68 (tal)
68 (sextioåtta) är det naturliga talet som följer 67 och som följs av 69.
- Hexadecimala talsystemet: 44
- Binärt: 1000100
- Delbarhet: 1, 2, 4, 17, 34 och 68.
- Primtalsfaktorisering: 22 · 17
- Antal delare: 6
- Summan av delarna: 126

## Inom matematiken
- 68 är ett jämnt tal.
- 68 är ett extraordinärt tal
- 68 är ett aritmetiskt tal
- 68 är ett glatt tal
- 68 är ett Perrintal
- 68 är ett palindromtal i det ternära talsystemet.
- 68 är ett palindromtal i det hexadecimala talsystemet.

## Inom vetenskapen
- Erbium, atomnummer 68
- 68 Leto, en asteroid
- M68, klotformig stjärnhop i Vattumannen, Messiers katalog